# عبد الرحمن بن سعد الله الأزجي
وهو عبد الرحمن بن سعد الله بن إبراهيم، أبو علي الأزجي، القطيعي، المعروف بابن دبوس. ولد في السابع من شعبان عام 537 هـ، في بغداد بمحلة القطيعة.
سمع الحديث النبوي من: أبي ناصر وأبي الوقت.
روى عنهُ الحديث: الفقيه محمد بن سعيد المعروف بابن الدبيثي، والزكي البرزالي.

## وفاته
توفى في الثالث من رجب عام 612 هـ/ 1215م، ودفن في المقبرة الوردية ببغداد. 